# Danny Hay
Danny Hay (ur. 15 maja 1975) – piłkarz nowozelandzki, występujący na pozycji obrońcy, reprezentant Nowej Zelandii.
W swojej karierze grał w Waitakere City FC, Central United, Perth Glory, Walsall F.C., Leeds United F.C., New Zealand Knights FC i Waitakere United (m.in. w Lidze Mistrzów).